# Бронецький замок
48°24′ пн. ш. 23°16′ сх. д. / 48.400° пн. ш. 23.267° сх. д.
Броне́цький замок — руїни замку в селі Бронька Іршавського району Закарпатської області. Також відомий як угор. Szuhabaranka, угор. Baranka. Це одна з найбільш ранніх середньовічних камяних фортифікацій краю.
Місце для спорудження укріплень було вибрано на вершині крутої скелястої гори Царська, що підноситься на схід від села Бронька. Біля підніжжя гори протікає річка Бронька, яка огинає її з трьох сторін (з півдня, заходу і північного заходу), створюючи своїм руслом петлю, в центрі якої і перебуває замкова гора, відома серед місцевого населення під назвою «Царська» (урочище "Царська гора "). Багато вчених робили розкопки, було знайдено чимало цінних речей з часів існування замку. Навіть місцеві школярі під час походу знайшли стародавню булаву.
Пам'ятка визнана непридатною до подальшого археологічного вивчення, оскільки повністю позбавлена культурного шару в результаті проведення як законних, так і незаконних розкопок. Навесні 2008 року в рамках програми Інституту карпатознавства Ужгородського національного університету з вивчення замків Закарпаття була організована археологічна експедиція, яка досліджувала залишки Бронецького замку. У ході обстеження було виявлено безліч слідів «роботи» чорних археологів, які практично повністю знищили культурний шар на більшості ділянках вершини пагорба.

## Історія
В епоху міді і бронзи, близько 4-5 тис. років тому, гора була заселена першими поселенцями, які могли використовувати вершину височини як притулок. У 2008 році під час обстеження гори були виявлені скромні сліди перебування на плато гори перших поселенців — кілька фрагментів ліпної кераміки від бічних стінок судин.
В 2-ій половині 13 ст., через деякий час після руйнівного монголо-татарської навали, на горі будуються перші укріплення. До вершини не ведуть зручні шляхи, укріплення займали невелику площу, а з гори відмінно проглядалася навколишня місцевість — все це дає підставу припустити, що на Царській горі виникло не класичне укріплене житло феодала, а дозорно-контрольний пункт. Археологічні обстеження гори, проведені в 2008 році, показали, що основою для житлового будови замку служила погано підготовлений майданчик, який навіть попередньо не стали вирівнювати. Ймовірно, це свідчить про те, що форпост зводився поспіхом.
23 травня 1273 року Бронецький замок згадується в грамоті угорського короля Ласло IV Куна, де сказано, що він прийняв до двору магістра Петра з року Чак за участь у відвоюванні Бронецького замку. Замок був взятий у ворогів його батька, короля Іштвана V. Грамота пов'язана з подіями десятилітньої давнини, тоді під стінами замку проходили військові дії між угорським королем Белою IV (1206–1270) і його сином Іштваном V (1239–1272), який неодноразово зазіхав на владу свого батька, піднімаючи проти нього повстання (Fugedi, 1977, old.104).
 
Замок також згадується 1290 р. в грамоті Ендре III (1265–1301), останнього короля Угорщини з династії Арпадів. Ендре III був змушений вести боротьбу з іншим претендентом на угорський трон — герцогом Альбрехтом Австрійським (1255–1308), що видавав себе за самозванця брата короля Ласло IV. Король Ендре ІІІ наказав Мігалю Убулфі тримати оборону замку до його прибуття. Після року боротьби Альбрехт відмовився від подальшої боротьби і уклав мирний договір у 1291 році з королем Угорщиною. За одною з умов цього договору Ендре III належало зруйнувати кілька невеликих прикордонних фортець. Можливо, у число цих укріплень, яким договір підготував незавидну долю, потрапив і Бронецький замок, а можливо через пункт 24 королівського закону 1291 року про грабіжницькі укріплення. У документі від 1321 року згадуються лише руїни замку
У 1336 р. згадується в межових описах місцевості, як «destructum castrum Baranka», тобто «зруйнований Бронецький замок». Очевидно, до середини 14 століття життя на замчищі повністю завмерло, укріплення було надовго занедбане. У всякому разі, археологічні знахідки, що відносяться до основного етапу життя на замчищі, відносяться до періоду 2-ї пол. 13 — поч. 14 ст.
Угорський дослідник та історик Шандор Ковач вважає, що в зруйнованому замку влаштувалася група розбійників, які використовували укріплення на горі як притулок, поки не були розгромлені в 1471 році. Про лігво розбійників на горі розповідають місцеві легенди. Ці легенди дали підставу деяким дослідникам вважати, що замок належав феодалу-лицареві, який займався пограбуваннями та розбоєм. Під час обстеження замчища в 2008 році було знайдено незначну кількість матеріалу 15 століття, що підтверджує версію про використання в цей період руїн замку, ймовірно, як притулок. В замку знайшли монету - австрійський пфеніг 1270 року.
1454 р. датована перша письмова згадка села Бронька, на східній околиці якого стояв замок.

## Розташування і план замку

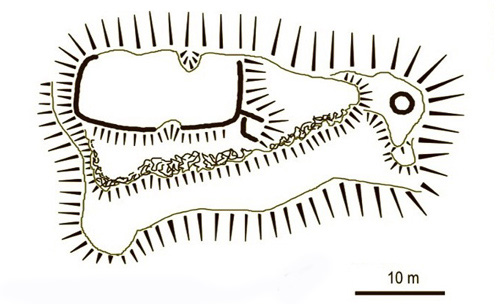
План руїн замку

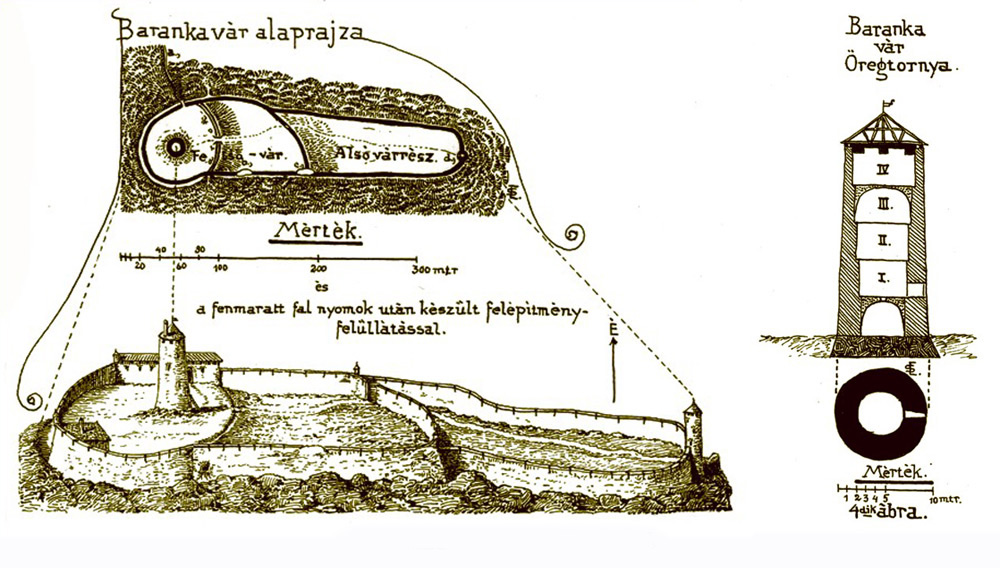
Реконструкція Бронецького замку за Ш.Елемер

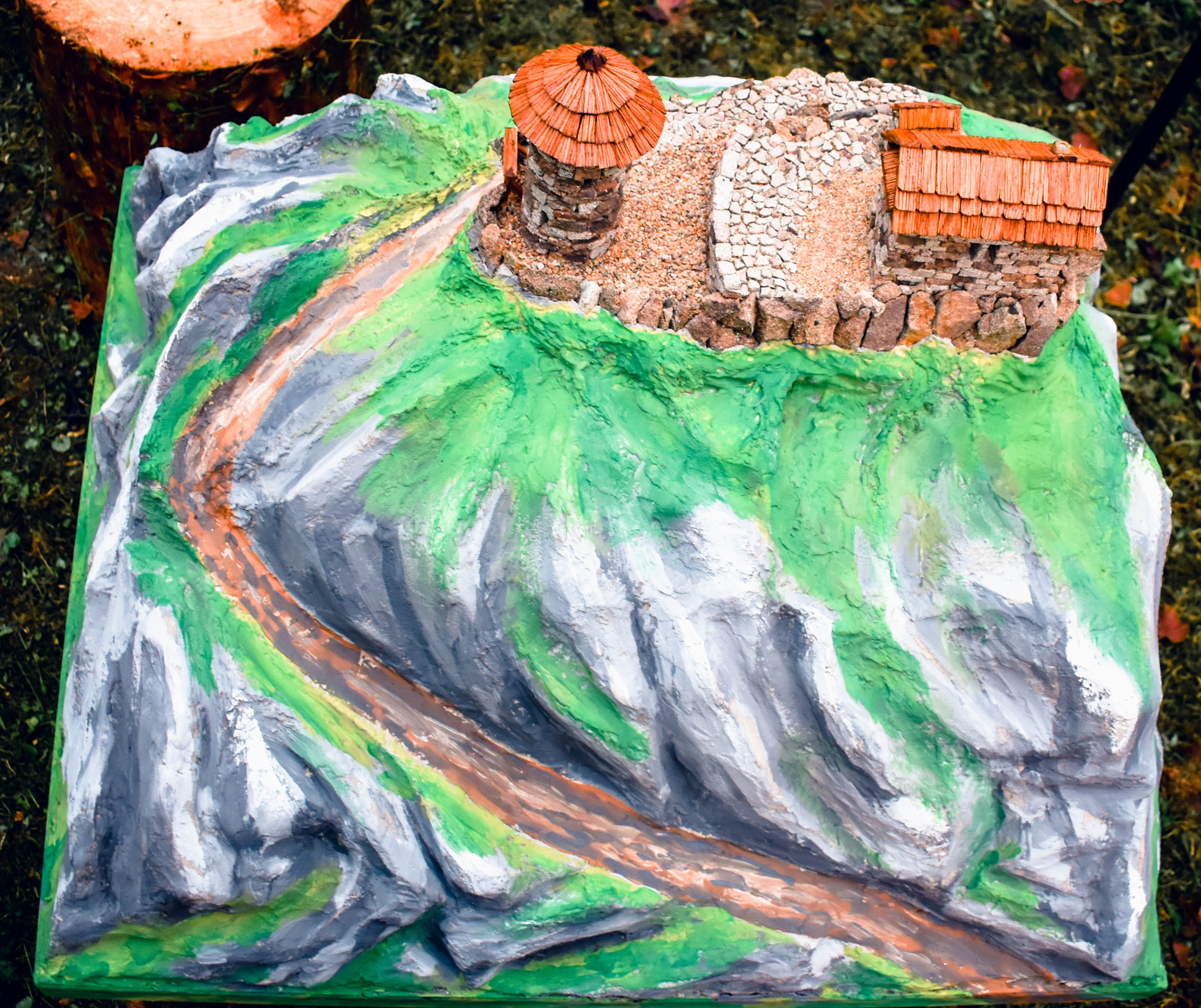
Реконструкція Бронецького замку за Штефаньом І.А.

Основою для замку слугував овальний майданчик, витягнутий по осі захід-схід (з незначним відхиленням). Розміри плато (35 х 14 м) обмежували площу замку. Майданчик, на якому знаходився замок, не вирівнювали, і тому вона зберегла перепад висот — західний край плато піднятий над його східною ділянкою.
В ході обстеження гори було виявлено наявність 2-х кам'яних будівель: 
У східній частині майданчика була зведена кругла в плані вежа. Її зовнішній діаметр — 7,8 м, товщина стіни — 1 м. Вежа, ймовірно, була домінантою замку, її могли використовувати як дозорний пункт, а також як укріпленяя, що прикриває найбільш доступний для підйому схил. Південна частина башти межує зі скельним виступом 3-метрової висоти, в основі якого була влаштована штучна печера, де зберігали провіант. 
У західній частині майданчика знаходиться друга кам'яна будівля — прямокутна в плані споруда, яка, мабуть, виконувала житлові функції. Розміри будови — 13,6×7,6 м, товщина стін — 1 м. Північна стіна будівлі межує з крутим (45 ˚) схилом. Західна стіна межує з прямовисними скельними виступами. Південна і східна стіни будівлі виходять на майданчик плато — замковий двір. Ймовірно, вхід до приміщення знаходився з південної сторони — тут між стіною будівлі і крутим (45 ˚) південним схилом гори знаходилася порівняно рівна площадка шириною близько 3 метрів.
На основі знайденого археологами остеологічного (кісткового) матеріалу можна зробити висновок, що мешканці замку займалися полюванням на кабанів, козуль, оленів і вовків, а так само риболовлею. У їжу вживалося так само м'ясо свиней і корів.
Угорський військовий історик Шоош Елемер (1844 — 1929), відомий дослідник фортифікаційних об'єктів, віддалено займався вивченням замку на Царській горі. На основі одержаних у результаті обстеження даних, він створив умовне зображення Бронецького замку. На своєму малюнку він зобразив витягнуте замчище, що складається з 3-х терас. Замчище по периметру захищала лінія кам'яних зубчастих стін. Дві інші поперечні стіни/вали відокремлювали один від одного тераси замку, створюючи три відносно ізольованих замкових двори, яку з'єднувались між собою воротами. Щоб потрапити до головного верхнього двору, потрібно було послідовно подолати 3 лінії укріплень. Ворота в зовнішній стіні, на думку Шооша Елемера, були влаштовані в башті. На території верхнього двору автор малюнка розмістив ізольовану від інших укріплень головну вежу, що знаходиться в центрі майданчика, а так само схематично зобразив декілька будівель. Головна вежа була круглою в розрізі та складалася з 5 ярусів. Вхід в башту знаходився на рівні 2-го ярусу. Зображення замку авторства Шооша Елемера не повністю збігаються з матеріалами розкопок, тому його версія — це тільки авторське припущення.

## Легенди
Цар Бринда
У той час правив дуже поганий цар Бринда. Є багато легенд, віршів та приказок про нього, і всі вона різні. Він знущався з людей, змушував їх працювати, відбирав худобу. Люди не хотіли терпіти, але ж і боялися щось сказати. Коли Бринда чув, що люди з чимось не згідні, то посилав своїх людей, щоб вони розправились з ними. Якось одного вечора терпець у людей урвався і вони вирішили зробити по-своєму: запрягли овець, корів, свиней, биків, прив'язали їм на роги свічки і запалили їх. Цар, коли побачив, то так злякався, що наказав своїй дружині тікати, бо наступають вороги. В Бринди кінь, імя якого Татош, був незвичний, в нього були копита не так, як у всіх коней, а навпаки. Коли він тікав, перескакуючи з однієї гори на іншу, впав у прірву, але тіла так і не знайшли, а на тому місці залишився слід від копита.

Чарівний кінь Татош
Хто б це не був, у легендах володаря Бронецького замку називають не інакше, як Чорний лицар, котрий їздив на чарівному зловісному коні Татоші. Цей незвичайний кінь мав усього три ноги, підкови на яких були прибиті навпаки. Однак при цьому він міг стрибати по вершинах гір, та навіть з одного гірського хребта на інший. І ніхто не міг цього коня ні впіймати, ні наздогнати, ні навіть відстежити, куди той прямує. Шукачі древніх високорозвинених цивілізацій вбачають у ньому прадавній гелікоптер або інший супершвидкісний літаючий пристрій. А ось місцеві жителі пояснюють усе банальною «чортівською силою» коня Татоша та злими чарами зловісного володаря замку.
Так чи інакше, суперкінь давав неабияку військову перевагу, бо, за легендами, Чорний лицар був непереможний, доки народ не вдався до хитрощів. Автором ідеї, як прогнати могутнього лиходія, згідно з переказами, була «одна баба», натомість за іншими джерелами, мукачівський князь Федір Корятович (? – 1415), до котрого люди врешті звернулись по допомогу. Мудрий князь нібито велів зібрати з навколишніх сіл усіляку худобу і птицю: биків, кіз, овець, свиней, качок, гусей та курей. Після чого озброєні селяни та дружинники запалили смолоскипи й погнали худобу просто на замок. Здійнявся нелюдський рев, усюди горіли вогні, щось химерне насувалося на фортецю. Від жаху охорона замку розбіглася, а Чорний лицар піднявся зі сну ні живий ні мертвий, злякався, сів на Татоша, та й почав утікати… Але з остраху попрямував не в той бік, кінь скочив на слизьку засніжену вершину й посковзнувся, а лиходій полетів у прірву, та й розбився. Після смерті свого володаря Бронецький замок упав під натиском народного гніву, і з тих пір лежить у руїнах.
Зачаровані скарби Чорного лицаря
Місцеві легенди, однак, розповідають, що в горі під замком є таємні підземелля, у яких досі лежать незліченні скарби Чорного лицаря. Багато хто хотів відкопати їх, але це, кажуть, неможливо. Бо на них сидить чорт з чорною, як смола, бородою по коліна й охороняє їх від усякого випадкового мандрівника чи шукача скарбів. А хто туди зайде, той назавжди позбудеться розуму… Утім як можна зупинити справжніх шукачів скарбів? Чари та магія ще більше захоплювали багатьох відчайдухів, котрі досі намагаються знайти незліченні багатства Чорного лицаря. У той же час невгамовні шукачі древніх високих технологій кажуть, що чорт – це випромінювач психологічної зброї…
І як завжди буває в подібних легендах, знайшовся один сміливець, який не побоявшись ні чорта, ні магії, таки знайшов під руїнами Чорного замку приховану печеру, та й заліз туди в пошуках багатства. І дійсно знайшов він там коштовності у величезній кількості, приніс їх додому, та й почав рахувати. Аж раптом зробилося йому зле, і він захворів. Пролежав так цілий рік, і вже думали, що помре. Але порадили сходити до ворожки. Та наказала віднести всі коштовності туди, звідки взяв, бо вони, мовляв, закляті й щастя нікому не принесуть, лише біду. Чоловік послухав і зробив усе, що вона веліла, та й дійсно почав одужувати. Про місце знахідки відтоді нікому ні слова…

Принцеса та розбійник
Ще одна цікаву легенду про загибель Бронецької фортеці записана Іваном Хлантою у книзі про закарпатські замки. Було це за правління угорського короля Андрія ІІІ, якому в той час належав замок. Кажуть, король так полюбив цей мальовничий гірський край, що вирішив відсвяткувати в замку і весілля своєї онуки Габріелли. А перед цим оголосив по всьому світу, що віддасть її лише за того, хто може кинути камінь з річки Боржавки аж на вершину гори.
Оповідають, що Габріелла була дуже вродливою. З усіх усюд сходились сюди молоді легіні, принци, поети, королі, міністри аби спробувати щастя. Король Андрій навіть звелів побудувати дорогу до замку з усіх боків – сходу, заходу, півночі й півдня. Та нікому не вдавалося кинути камінь навіть на сотню метрів, не те що на вершину гори.
Дізнався про королівський наказ і розбійник на прізвисько Вусач, той собі вирішив спробувати щастя. Адже був дуже сильним, ходив без зброї, а вороги лише загледівши його тікали хто куди. Товариші радили йому, що сили недостатньо, бо король хитрий та владний «правду в наказах пише, а на ділі чортом дише». Та не послухав Вусач, прийшов до підніжжя гори, узяв каменюку та й жбурнув у замок. Зі свистом камінь полетів угору, та так, що король і Габріелла ледь встигли відійти… «Я ніколи не віддам тебе в руки розбійнику» – мовив король до онуки, та не встиг він сказати як Вусач вже тут як тут. «Ти виконав мій наказ, і за це я вдячний тобі. Але треба призначити день весілля та все підготувати…» – лукаво мовив король. Однак розбійнику нічого не залишалося як підкоритись.
Проминав час, але ніхто не запрошував Вусача на весілля. Виявилось король і не думав віддавати онуку за розбійники, а того ж дня відправили її додому. Коли дізнався про це Вусач. То дуже обурився. Зібрав своїх хлопців та й рушив на замок. Однак і ні короля, ні Габріелли там вже не було. Розгніваний Вусач напав на фортецю, розбив її вщент і наказав спалити. Три дні й три ночі палав замок на горі. А люди, що жили у Боржавській долині не знали чи радіти  з того чи плакати.

Давнього Карпатського опришка погубила жінка
На Закарпатті збереглося багато легенд про місцевих розбійників, які грабували багатих панів та допомагали бідним селянам. До Карпатських Робін Гудів можна віднести й славнозвісного Олексу Довбуша, розбійників Шугая та Пинтю… Однак мало хто знає, що найдавнішим прообразом доброго розбійника був той самий Бринда, котрий фігурує у попередній легенді як злий і могутній володар Бронецького замку.
В той же час інший народний переказ розповідає про розбійника Бринду, котрий оселився у цих диких місцевостях вже після загибелі неприступної фортеці. Кажуть ніхто не чув про нього раніше, і ймення його не знали ані звідки той узявся, тому назвали його Бриндою. Цілком імовірно, що розбійник просто успадкував ім’я давнього зловісного володаря замку, біля руїн котрого той оселився. А оскільки ім’я легендарного Чорного лицаря досі наводило жах на місцевих жителів, можливо розбійник свідомо скористався цим фактом.
Люди кажуть то був не простий розбійник, а дуже вродливий і сильний. Ходила чутка, що насправді він був лицарем, мав шляхетське походження, однак вступив у конфлікт із королівською владою, втік у дикі Карпати та й став розбійником.
Після загибелі Бронецького замку серед лісової гущі, в ущелині де тече річка Бронька залишилась складна підземна споруда із розгалуженою системою підземних ходів та прихованими виходами. Шукачі скарбів розповідають, що лицар Бринда напевно будучи у свій час близьким до королівської влади, міг дізнатися про місце розташування підземних комунікацій від самого короля, предки якого колись володіли замком. Кажуть він навіть знайшов скарби Чорного лицаря, однак не став їх чіпати пам’ятаючи недобру славу проклятих дорогоцінностей. Тут і вирішив влаштувати розбійник свою базу, звідки ходив на розбій у далекі краї.
Простих людей він не чіпав, навпаки допомагав. Грабував та карав лише панів та магнатів. Часто він викрадав багатих вельмож і за них отримував великі суми викупу. Та коли умови хтось порушував, пана позбавляли голови.
Не раз йому влаштовували пастки, однак він був дуже розумним та обережним, мав багатьох агентів серед людей в околиці. А через те, що Бринда допомагав бідним, всякий селянин побачивши, що наближається військо своєчасно попереджав розбійника про небезпеку.
Одного разу схованка Бринди таки була виявлена королівськими військами. Вони оточили споруду, та розбійникам все одно вдалося втекти. Таємні ходи під землею, за легендами, були довжелезні й заплутані й вели далеко у ліс чи гори в різних місцях непролазних Карпат. Отож коли солдати зрозуміли, що схованка розбійників порожня, повернули назад. А Бринда зі своєю ватагою через деякий час знову повернувся на місце.
Так тривало роками… Декілька разів війська підходили до лігва розбійників, і ніяк не могли схопити хитромудрого Бринду, який врешті зажив великої слави на ціле королівство. Але як частенько буває у подібних легендах та навіть реальному житті, найрозумніших, найсильніших та непереможних чоловіків як правило губить жінка.
У Бринди була коханка з місцевих селянок на ім’я Лейла. Одного разу на побаченні в лісі закохану пару застала страшенна буря. Щоб заховатись Бринда повів дівчину у свою схованку через таємний підземний хід. Вона ж добре запам’ятала те місце. Там було нагромадження скель, камьяних брил, і серед них виднілись щілини – входи у печери. Одна з них і вела у підземелля Бринди. Оповідають, що найдосвідченіший мисливець не помітив би тут нічого, окрім лігва дикого звіра.
Із часом, як це буває, почуття Бринди до Лейли почало згасати. Він знову закохався у іншу красуню – Василину, і все частіше уникав зустрічей Лейлою. Та у свою чергу врешті застукала Бринду зі своєю суперницею.
Ніщо не може бути страшніше за ненависть зрадженої жінки. Звичайно питання про помсту постало одразу. Того ж дня великий загін королівських військ оточив схованку Бринди, а інша частина війська, разом з Лейлою, засіла біля таємного входу в підземелля, котрий показала мстива жінка. Отож коли розбійники на чолі з Бриндою виходили з облоги через таємний хід, то потрапили у страшну пастку. З усіх боків полетіли стріли, та побігли озброєні солдати. Бринда довго бився як дикий звір, і багатьох нападників встиг покласти на землю, однак смертельного удару йому завдав кинутий спис. Лейла підійшла до вмираючого і тріумфально мовила: «Це тобі за зраду!». Ось так загинув непереможний лицар-розбійник Бринда, і тільки легендарні підземелля досі бережуть його таємниці та незліченні скарби. Чимало відчайдухів з того часу намагаються знайти древні потаємні ходи. Та ще нікому не вдавалось цього зробити. Де знаходиться багатство Чорного лицаря та розбійника Бринди знають лише мовчазні Карпатські гори.